# 霍尔卡斯
霍尔卡斯，是西班牙阿拉贡自治区特鲁埃尔省的一个市镇。总面积26平方公里，总人口34人（2018年），人口密度2人/平方公里。